# ريتشي باترسون
ريتشي باترسون (بالإنجليزية: Richie Patterson) هو رباع نيوزيلندي، ولد في 30 أبريل 1983 في أوكلاند في نيوزيلندا.

## وصلات خارجية
- ريتشي باترسون على موقع الاتحاد الدولي (الإنجليزية)
- ريتشي باترسون على موقع أوليمبيديا (الإنجليزية)
- ريتشي باترسون على موقع اللجنة الأولمبية النيوزيلندية (الإنجليزية)